# Kalkulator

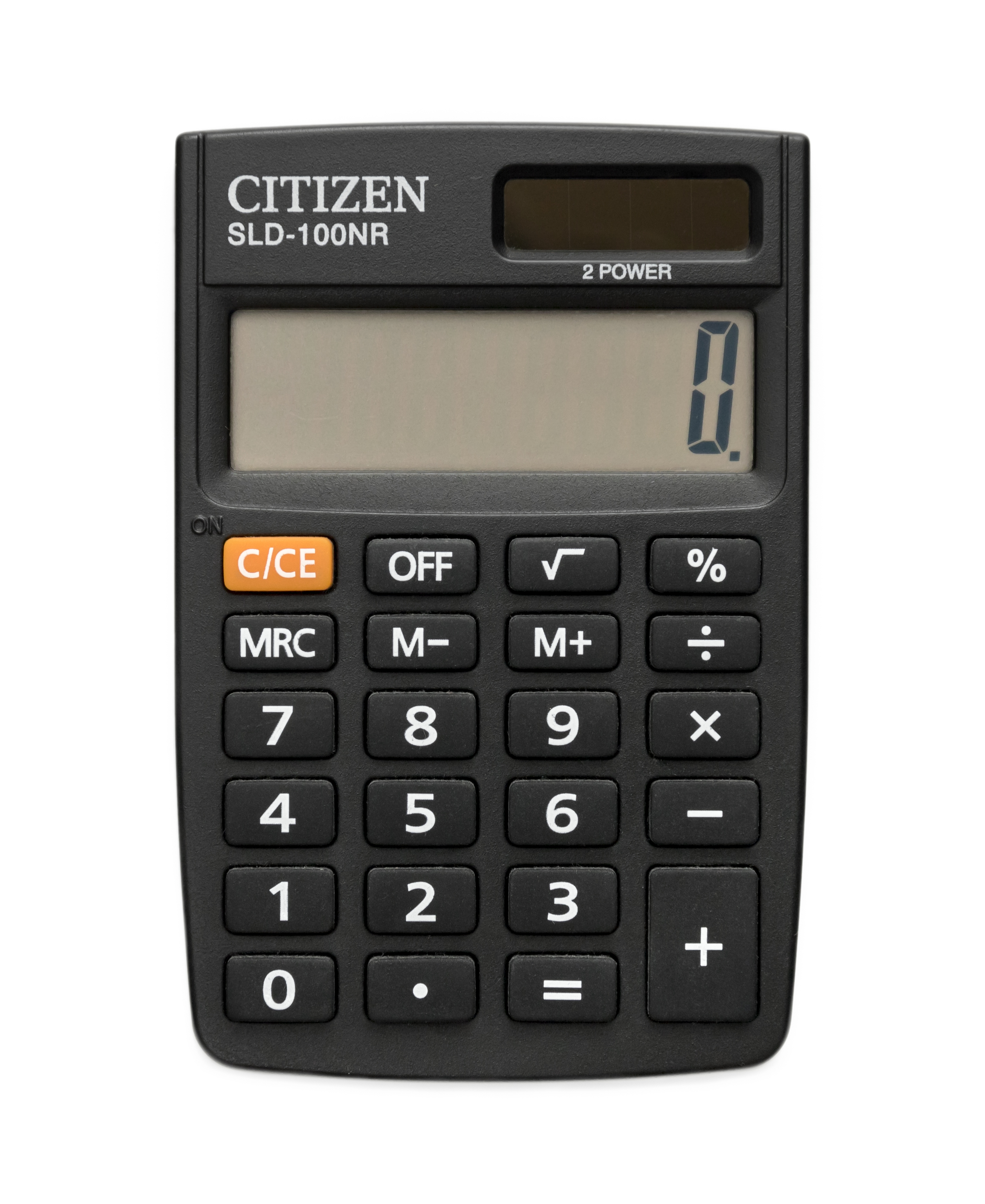
Współczesny prosty kalkulator kieszonkowy firmy Citizen

Kalkulator – przenośne urządzenie liczące służące do wykonywania obliczeń matematycznych. Współcześnie najczęściej elektroniczne i o niewielkich kompaktowych rozmiarach. Dawniej mechaniczne, nazywane maszyną kalkulacyjną i zdolne do wykonywania jedynie podstawowych operacji arytmetycznych.
Współcześnie niektóre kalkulatory przybierają formę zaawansowanych urządzeń umożliwiających pisanie programów, wykonywanie operacji algebraicznych, na funkcjach matematycznych oraz graficzną prezentację wykresów funkcji. W pewien sposób upodabnia to je do komputerów, jednak istotną różnicą są tu okrojone możliwości i interfejs zoptymalizowany pod kątem obliczeń interaktywnych, a nie programowania.
Kalkulatory elektroniczne zaczęły powstawać w latach 70. XX wieku w USA.

## Rodzaje kalkulatorów

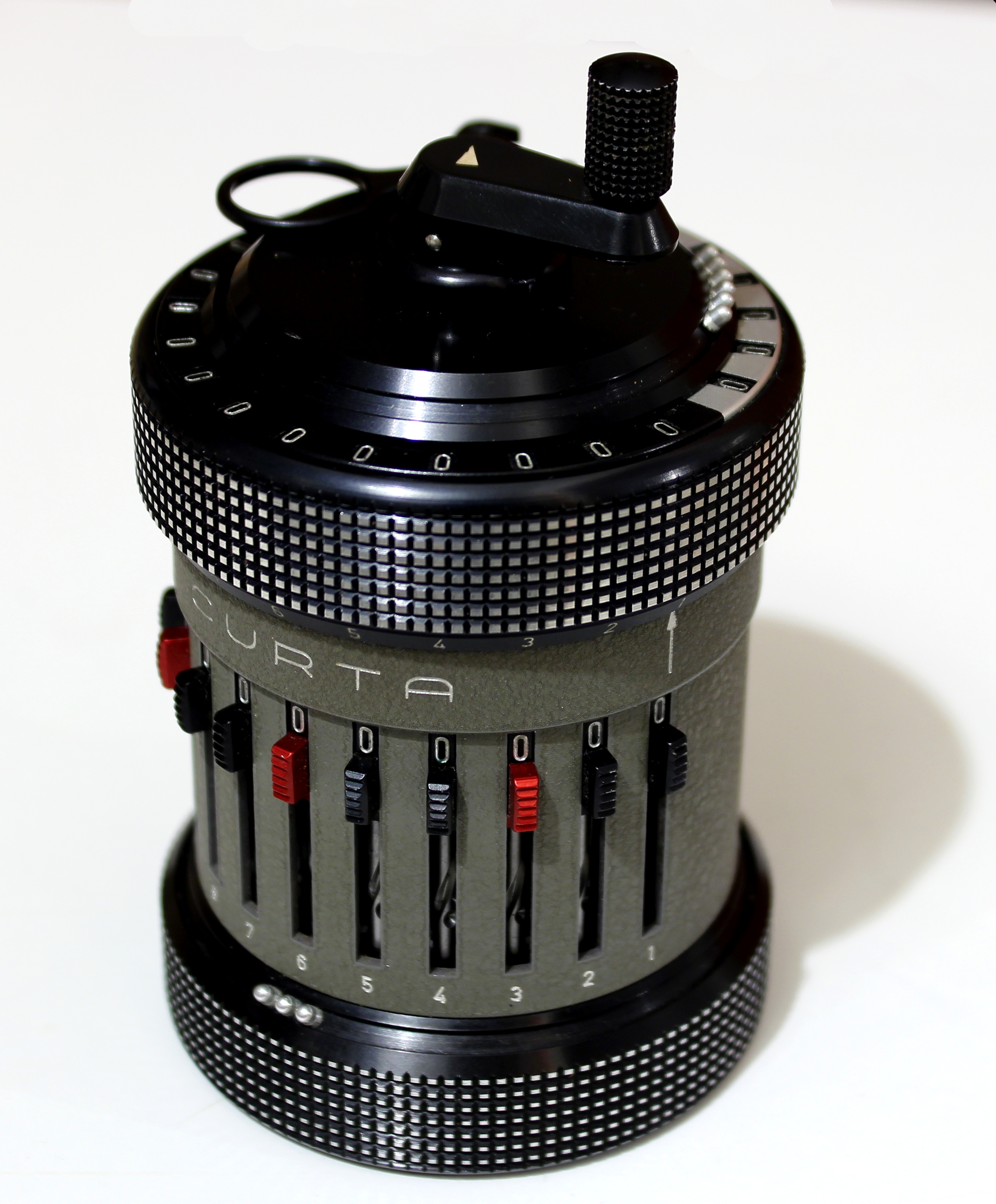
Mechaniczny kieszonkowy kalkulator Curta

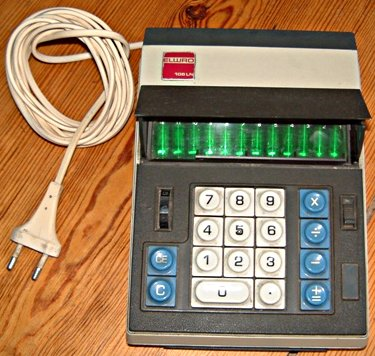
Pierwszy polski kalkulator Elwro 105LN

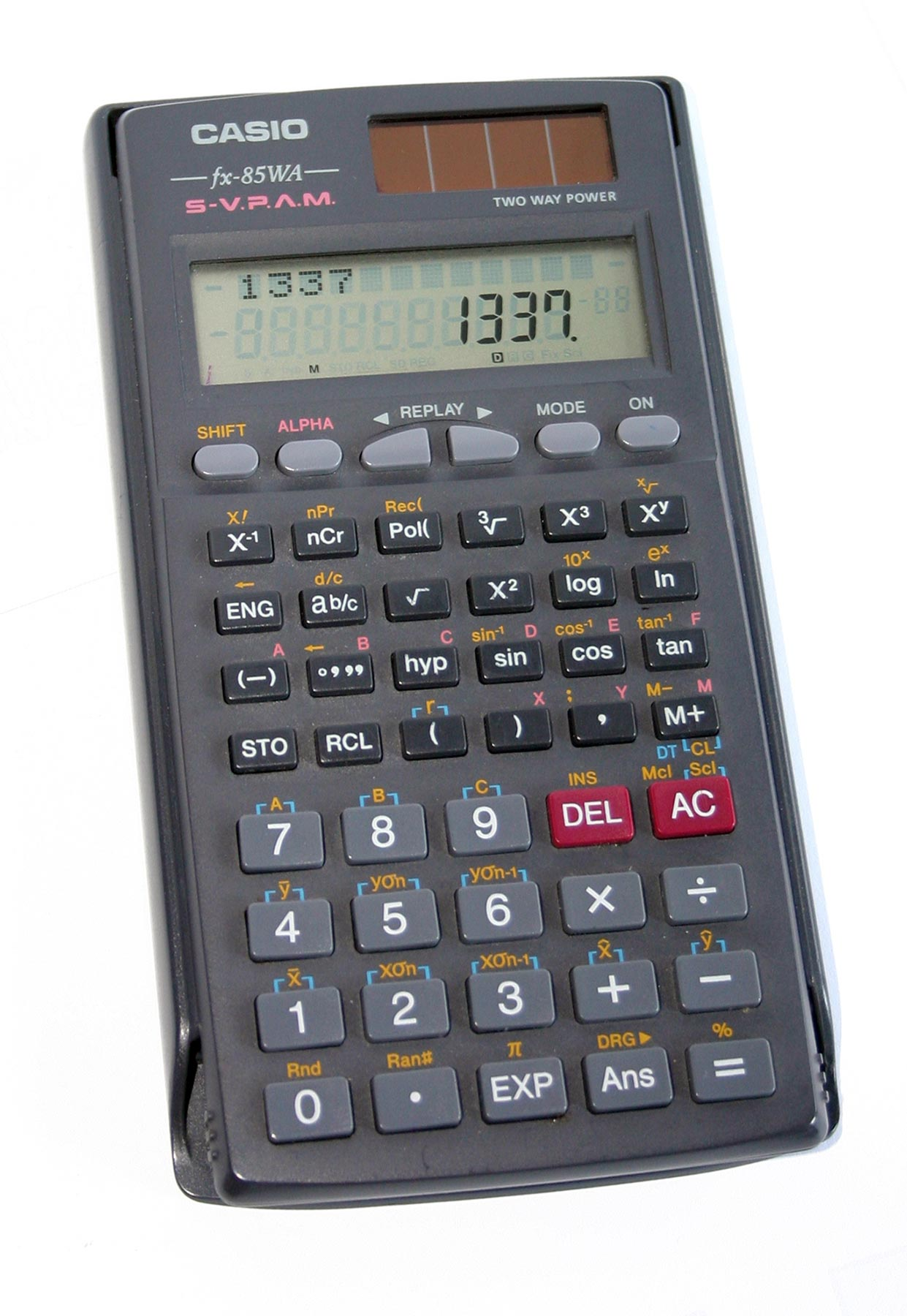
Kalkulator naukowy-inżynierski CASIO fx-85WA

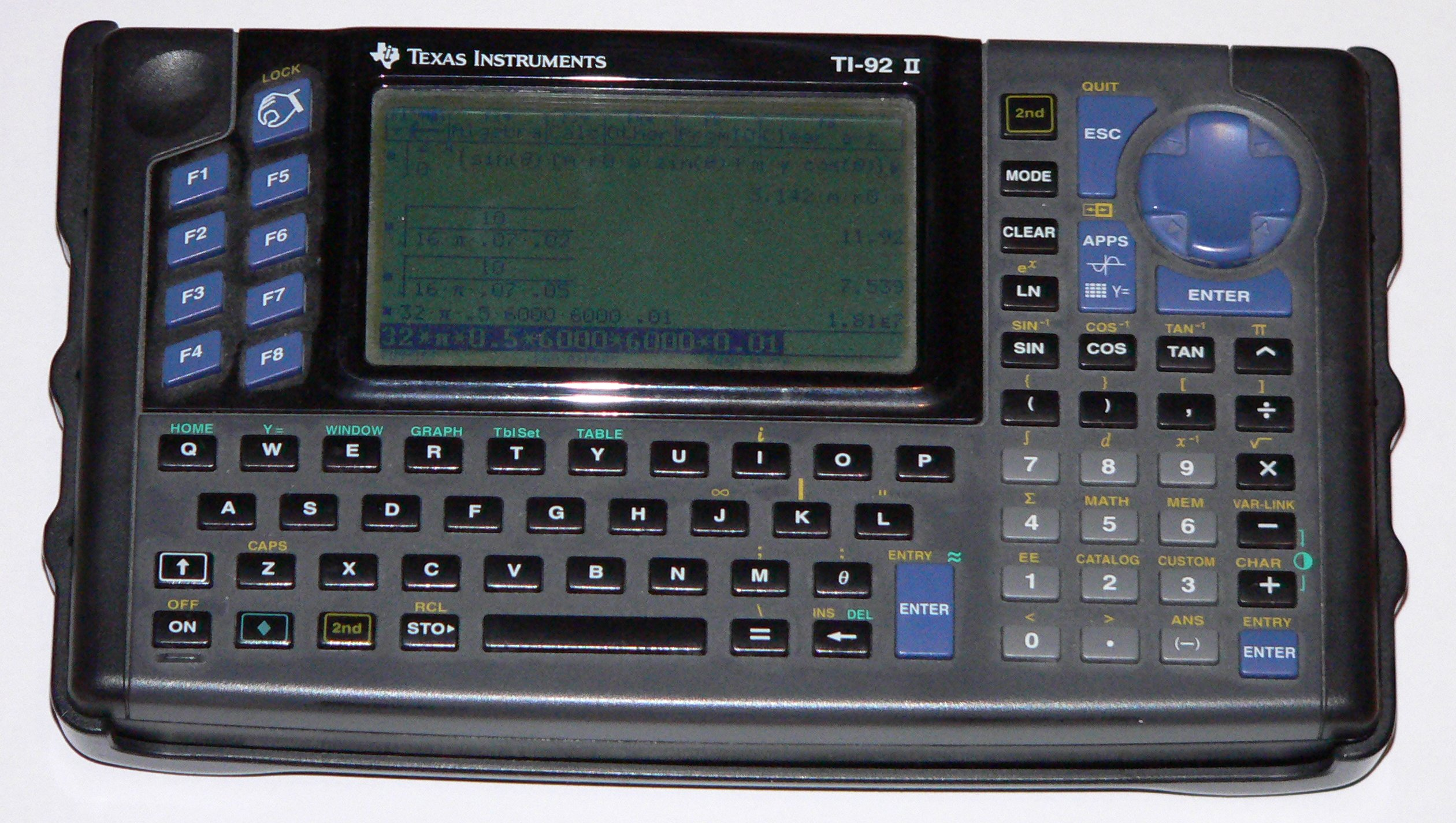
Zaawansowany kalkulator graficzny TI-92

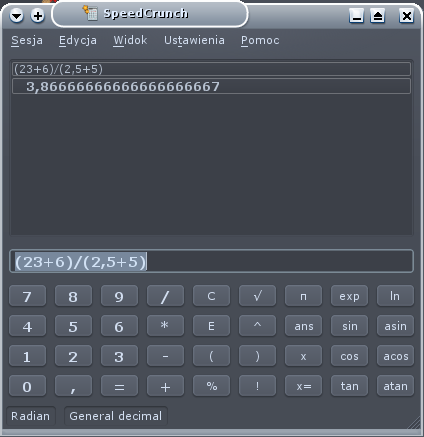
Kalkulator programowy SpeedCrunch dostępny w systemach Linux

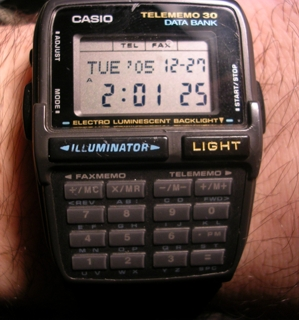
Zegarek elektroniczny firmy Casio z wbudowanym kalkulatorem

### Logika
arytmetycznaKalkulatory działające według tej logiki naśladują działanie dawnych arytmometrów – najpierw wprowadza się liczbę, a następnie znak, z jakim ma być dodana do rejestru sumatora; operacja 3+2−1= wymaga więc naciskania 3+2+1−*, gdzie gwiazdka oznacza wyprowadzenie wyniku i skasowanie rejestru sumatora. Obecnie tego typu kalkulatory spotykane są rzadko. Kalkulatorem tego rodzaju był Elwro 105LN.
algebraiczna uproszczonaJest to logika obecnie typowa dla prostych kalkulatorów, zbliżona do zwykłej notacji matematycznej. W kalkulatorach tego rodzaju wprowadza się liczbę, symbol działania, kolejną liczbę, znak wprowadzenia wyniku (najczęściej symbol =) albo znak kolejnego działania. Obliczenia są wykonywane na bieżąco bez uwzględniania hierarchii działań zgodnej z notacją matematyczną, czyli wprowadzenie 3+2×5= nie da 13 zgodnie z kolejnością działań, ale 25 (po wciśnięciu klawisza × liczba 3 zostanie dodane do 2 i dopiero wynik tego działania zostanie pomnożony przez 5).
algebraicznaDziałania wprowadzane są zgodnie ze zwykłą notacją matematyczną, najczęściej jednak hierarchia operacji nie jest w pełni przestrzegana (szczególnie dotyczy to obliczania funkcji). Kalkulatory tego typu przeważnie posiadają możliwość wpływania na kolejność działań za pomocą klawiszy nawiasów.
z odwrotną notacją polskąObecnie rzadkość w specjalizowanych kalkulatorach naukowych, aczkolwiek istnieje grupa użytkowników preferująca taki rodzaj obsługi, ponieważ typowy dla niej brak nawiasów pozwalał na eliminację typowych dla logiki algebraicznej błędów związanych z niewłaściwym umieszczeniem nawiasów. W kalkulatorach tego rodzaju najpierw wprowadza się liczby, a potem operację, która ma być na nich wykonana; operacja 3+2−1= wymaga więc naciskania 3↑2+1−.
z zapisem alfanumerycznym operacji (VPAM)Postęp i obniżka cen wyświetlaczy alfanumerycznych pozwoliły na umieszczanie ich w stosunkowo tanich kalkulatorach, tu wprowadzanie działań i formuł matematycznych jest prawie identyczne ze zwykłym zapisem matematycznym (im droższy i nowocześniejszy kalkulator tym mniejsze i rzadsze są odstępstwa), a następnie, przez naciśnięcie klawisza EXE lub =, następuje obliczenie formuły. Użytkownik może podczas wpisywania kontrolować poprawność formuły (co pozwala na eliminację typowych dla logiki algebraicznej błędów związanych z niewłaściwym umieszczeniem nawiasów).

### Funkcjonalność
popularneNajwiększa grupa kalkulatorów do zastosowań domowych i w niższych klasach szkół; na ogół umożliwiają wykonywanie czterech podstawowych działań, obliczanie pierwiastka kwadratowego, procentów i wyposażone są w jedną pamięć sumującą. Zwykle ośmiocyfrowe. Obecnie prawie 100% takich kalkulatorów ma wyświetlacz ciekłokrystaliczny. Zasilanie – 1 lub 2 baterie 1,5 V, 1 bateria pastylkowa 3 V, czasem dodatkowe zasilanie fotoogniwem. W najtańszych produktach tego typu istnieje tendencja do nadawania obudowom bardzo oryginalnych, a często nietypowych kształtów i dodawanie różnych „pseudofunkcji” (np. zegar, wyjście akustyczne itp.). Funkcjonalność typowa dla takich kalkulatorów jest bardzo często spotykana jako dodatkowa cecha produktów o innym głównym przeznaczeniu (np. telefonów komórkowych, gadżetów reklamowych).
biuroweFunkcjonalność podobna do grupy popularnej (choć zdarzają się specjalizowane), wykonane na ogół z materiałów o lepszej jakości i przystosowane do długotrwałej pracy. Często posiadają wbudowaną drukarkę (wtedy zasilanie sieciowe), czasem różne funkcje finansowe (obliczanie podatku, przelicznik walut); zdarzają się jeszcze wśród nich kalkulatory z logiką arytmetyczną.
szkolne, naukowePosiadają oprócz podstawowych działań także kilka funkcji matematycznych (funkcje trygonometryczne, logarytmy, funkcje wykładnicze ex, 10x, liczenie odwrotności 1/x itp.), często możliwość obliczeń w układach dwójkowym, ósemkowym, szesnastkowym i z zastosowaniem ułamków zwykłych, proste obliczenia statystyczne i elementy kombinatoryki. Z reguły możliwość operowania na liczbach zmiennoprzecinkowych – zakres obliczeń: 1·10−99≤|z|≤9.9999999·1099, zapisywany w postaci tzw. półlogarytmicznej: 1.2345678 79, co oznacza 1,23456789·1079, gdzie 1 to cecha, 2345678 to mantysa, a 79 – wykładnik; spotyka się modele pozwalające zapamiętywać ciąg obliczeń do wykonania – rodzaj bardzo prostego programu.
naukowe, inżynierskiePozwalają na wykonywanie bardziej skomplikowanych obliczeń – ich różnorodność jest bardzo wielka. Przejściową fazą było zastosowanie w tego rodzaju kalkulatorach odwrotnej notacji polskiej (charakterystyczną cechą był brak klawisza = i obecność klawisza ENTER/ENTER↑/↑). W najnowszych modelach zaznacza się tendencja do stosowania wyświetlaczy alfanumerycznych i możliwości wprowadzenia całych wyrażeń, łącznie ze znakami operacji, przed wykonaniem działania (tzw. VPAM) (charakterystyczny klawisz EXE). Paradoksalnie ich obsługa w podstawowym zakresie jest łatwiejsza niż kalkulatorów popularnych. Najczęściej istnieje możliwość pisania i przechowywania programów o różnym stopniu rozbudowania, obliczeń na liczbach zespolonych, zaawansowanych obliczeń statystycznych, zdarzają się modele z bankiem danych czy wyświetlaczem graficznym. Granica między bardzo rozbudowanym kalkulatorem inżynierskim a mikrokomputerem jest dość płynna.
programowalneKalkulatory, które pozwalają zapisać i wykonać program sterujący przebiegiem obliczeń – kalkulator może korzystać z własnego zestawu poleceń lub gotowego języka programowania (np. FORTH). Kalkulatory z VPAM nie zawsze są kalkulatorami programowalnymi (kalkulator programowalny musi mieć możliwość zmiany toku obliczeń bez konieczności interwencji ze strony użytkownika, co zwykle sprowadza się do możliwości użycia instrukcji warunkowych).
graficzneKalkulatory posiadające wyświetlacz graficzny pozwalający np. na przedstawienie wykresu obliczanej funkcji.
specjalizowaneKalkulatory (proste lub inżynierskie) posiadające możliwość łatwego wykonywania obliczeń typowych dla specyficznego obszaru zastosowań (np. nawigacja, artyleria, finanse); czasami podstawowa funkcjonalność (poza specyficznymi obliczeniami) jest dość zredukowana. Kalkulatory tego typu mogą także charakteryzować się specjalną konstrukcją (np. pyło- i wodoszczelną obudową, odpornością na np. wibracje) dostosowaną do przewidywanych warunków eksploatacji.

## Pamięć kalkulatora
Pamięć to funkcja kalkulatora pozwalająca na zapamiętanie liczby i wielokrotne użycie jej w obliczeniach zamiast ręcznego wpisywania. Klawisze dotyczące pamięci zazwyczaj oznaczane są literą M (od ang. Memory) lub – na obszarach używających cyrylicy – П.
Początkowo kalkulatory były wyposażone w tzw. pamięć prostą, pozwalającą jedynie na zapisanie liczby do pamięci (M, STO lub MS – Memory Store) i jej odczyt (MR, RM lub RCL – Memory Recall).
Kolejne modele wyposażone były już w pamięć sumującą, pozwalającą na dodanie obliczonej liczby do zawartości pamięci M+, a niekiedy na odejmowanie M−. Działanie tych klawiszy po pewnym czasie wzbogaciło się, zapewne w celu ułatwienia sumowania iloczynów, o wykonanie poprzedniego działania – zaczęto je oznaczać M+=, M−=, następnie zaniechano takiego oznaczania, choć funkcję pozostawiono. W tym też czasie pojawił się klawisz MRC, który przy pierwszym naciśnięciu wyprowadzał zawartość pamięci, a przy drugim kasował pamięć. Istnieją też kalkulatory z klawiszami MC/CM (Clear Memory) kasującymi pamięć lub z MS/MT/Min/STO zapisującym pamięć z wymazaniem poprzedniej zawartości. Były też kalkulatory z pamięciami wykonującymi inne działania – M×, M÷, M+x², M↔x (zamiana miejscami liczby wyświetlanej i przechowywanej w pamięci), ale ze względu na małą przydatność tych funkcji nie przyjęły się.
Współczesne popularne kalkulatory wyposażone są zazwyczaj w jedną pamięć sumującą/różnicującą, choć są też modele z dwiema pamięciami o pełnej funkcjonalności. Kalkulatory naukowe mają przeważnie jedną pamięć sumującą i kilka pamięci prostych, zwanych także stałymi, których adresowanie odbywa się przez naciśnięcie odpowiedniej liczby po klawiszu rozkazu (np. K in 3 lub STO n 3 oznacza zapisanie wyświetlanej liczby do pamięci nr 3, a K 2 lub RCL n 2 odczytanie pamięci nr 2). Zdarza się, że jedna z tych pamięci (najczęściej nr 0) jest jednocześnie dostępna za pomocą klawiszy M+/MR itp. W kalkulatorach naukowych pamięci mogą też służyć jako miejsca przechowywania argumentów i rezultatów funkcji wymagających więcej niż jednego parametru – np. przeliczanie współrzędnych biegunowych na prostokątne. Regułą jest, że kalkulatory mające wbudowane funkcje statystyczne po przełączeniu w tryb tych obliczeń wykorzystują pamięć do przechowywania wyników pośrednich i czynią ją niedostępną dla użytkownika.

## Klawisze i związane z nimi funkcje
+, −, ×, ÷cztery podstawowe działania; wykonanie testu 1 + 2 × 3 = da odpowiedź na pytanie, czy dany kalkulator wykonuje działania zgodnie z regułami matematycznymi (1+(2·3)=7), czy nie ((1+2)·3=9)
+/−/CHS/(−)change sign, zmiana znaku liczby, znak zmienia się po, a nie przed wprowadzeniem tej liczby
*/T/TLtotal, obliczenie wyniku i wyzerowanie sumatora w kalkulatorach z logiką arytmetyczną
◊ (romb)subtotal, suma pośrednia, obliczenie wyniku bez zerowania sumatora w kalkulatorach z logiką arytmetyczną
#funkcja przeniesienia zawartości wyświetlacza na drukarkę bez wykonywania jakichkolwiek operacji arytmetycznych, tzw. funkcja nieliczenia; przy wyłączonej drukarce nie powoduje żadnych skutków
%obliczanie procentów:
– obliczanie P% z liczby L (L·P/100): L×P% albo L×P%=
– dodanie do liczby L P% tej liczby (L+L·P/100): L+P% albo L+P%=, albo L×P%+, albo L×P%+=
– obliczanie jaki procent liczby L stanowi liczba K (K/L·100): K÷L% albo K÷L%=
x↔yzmiana kolejności argumentów działania; wykonanie działania 6 ÷ 3 = da wynik 2, natomiast 6 ÷ 3 x↔y = da wynik 0,5 – zamiast 6/3 zostało wykonane dzielenie 3/6
GTgrand total, klawisz odczytu (pierwsze naciśnięcie) i kasowania (drugie naciśnięcie) sumatora wszystkich wyników; w momencie naciśnięcia klawisza = przy dowolnym obliczeniu otrzymany wynik jest dodawany do tegoż sumatora. Może być to pomocne w sumowaniu iloczynów/ilorazów bez angażowania pamięci, a niepusta zawartość tego rejestru sygnalizowana jest zazwyczaj obecnością symbolu „GT” na wyświetlaczu. Przykład:
|         | 0.  |    |
| 4 × 5 = | 20. | GT |
| 2 × 3 = | 6.  | GT |
| GT      | 26. | GT |
| GT      | 26. |    |

Niektóre modele wyposażone są w przełącznik uaktywniający tę funkcję, w innych jest aktywna cały czas – może to niekiedy doprowadzić do przepełnienia rejestru GT, co skutkuje nieoczekiwanym błędem podczas obliczeń
AC, ON/ACall clear, klawisz całkowitego kasowania rejestrów i pamięci kalkulatora, czasami jednak ma działanie takie jak C; czasem połączony z funkcją włączania
C/CE/CE/Cclear entry/clear, pierwsze naciśnięcie tego klawisza kasuje liczbę na wskaźniku i umożliwia wprowadzenie innej bez zakłócania toku obliczeń, natomiast dwukrotne naciśnięcie zeruje wszystkie rejestry kalkulatora (bez pamięci); klawisz często oznaczany C, ON/C (gdy dodatkowo ma funkcję włączania urządzenia)
CEclear entry, zerowanie tylko ostatniej wprowadzonej liczby, nawet po wielokrotnym naciśnięciu
→/00→0/►działanie podobne, jak CE, lecz kasowana jest tylko ostatnia cyfra
OFFwyłączenie kalkulatora; pamięć może być zachowywana lub nie, istnieją modele, w których włączenie klawiszem AC wymazuje pamięć, a klawiszem C – nie; czasem tego klawisza nie ma – wyłączenie następuje automatycznie po upływie pewnego czasu od naciśnięcia ostatniego klawisza – lub jest wyłącznik (w starszych modelach)
♪/♫włączenie lub wyłączenie dźwięku generowanego przy naciśnięciu klawisza
TAB/FIXustawienie liczby miejsc dziesiętnych w rezultatach – kolejne naciśnięcie tego klawisza powoduje ustawienie kolejnego trybu dokładności – np. 2, 3, 4 miejsca po przecinku lub wymagane jest naciśnięcia klawisza cyfrowego; czasem występuje w postaci przełącznika; tryb oznaczany jako F oznacza tryb domyślny – tyle miejsc, ile potrzeba; tryb oznaczony jako A powoduje automatyczne podzielenie wprowadzanej liczby przez 100 (używane np. do wprowadzania cen w groszach, centach), niektóre kalkulatory nie wykonują tej funkcji na jednym czynniku przy mnożeniu i dzieleniu, co jest bardziej sensowne
EXP/×/EEexponent, enter exponent – przejście do wprowadzania cechy w kalkulatorach wyświetlających liczby w postaci półlogarytmicznej; przykładowo wprowadzenie sekwencji klawiszy 2 EE 3 oznacza wpisanie 2·10³, czyli 2000
F/2nd/SHIFTfunction – w rozbudowanych kalkulatorach klawisze mają najczęściej 2, a nawet więcej funkcji oprócz działania głównego; wciśnięcie klawisza F oznacza, że następny klawisz będzie użyty do funkcji dodatkowej
G/3rd/ALPHAjw. – prefix drugiej funkcji dodatkowej
MU„mark up” – pozwala na szybkie liczenie według schematów:
a + b MU — 100·(a/b+1)
a − b MU — 100·(a/b−1)
a × b MU — a·(1+b/100)
a ÷ b MU — a/(1−b/100)
MODEprzełączanie trybu pracy kalkulatora – np. włączanie trybu obliczeń statystycznych, trybu pracy w innym niż dziesiętny układ liczenia itp.
=wyświetlenie wyniku działania; zwykle dokonywanie jest wtedy zaokrąglenie zgodne z ustawieniami lub zaokrąglenie do ostatniej cyfry widocznej na wyświetlaczu i taka liczba zostanie użyta do dalszych obliczeń

## Zaokrąglanie
W wielu kalkulatorach istnieje możliwość ustawienia sposobu zaokrąglania przy ustawionej liczbie miejsc dziesiętnych, ale nawet przy obliczeniach z maksymalną dokładnością obliczenia są wykonywane z dokładnością większą niż możliwa do pokazania na wyświetlaczu (nie dotyczy to kalkulatorów najniższej klasy). Najczęściej zaokrąglenie dokonuje się w momencie naciśnięcia klawisza = i do ewentualnych dalszych obliczeń użyta będzie już wartość z mniejszą liczbą miejsc dziesiętnych.
↑zaokrąglenie w górę
5/4zaokrąglanie zgodnie z regułami zaokrąglania
↓/CUTzaokrąglanie w dół, czyli obcięcie

## Sposoby wyświetlanialiczb zmiennoprzecinkowych
- FLO (Floating Notation, notacja dziesiętna) – tryb domyślny. Jeżeli jest to możliwe wyświetla liczbę z wykładnikiem równym 0 pomijając jego wyświetlanie,
- SCE, SCI (Scientific Notation, notacja naukowa) – zawsze wyświetla liczbę z wykładnikiem z zadaną dokładnością,
- ENG (Engineering Notation, notacja inżynierska) – zawsze wyświetla liczbę z wykładnikiem podzielnym przez 3 lub nawet z odpowiednim przedrostkiem.